# 小堀誠
小堀 誠（こぼり まこと、1885年3月6日 - 1957年3月5日）は、日本の俳優である。本名は堀江 鎌太郎（ほりえ けんたろう）。旧芸名は小堀 銈作（こぼり けいさく）。同じく俳優の小堀阿吉雄は長男。

## 来歴・人物
1885年（明治18年）3月6日、東京府荏原郡品川町（現在の東京都品川区）に生まれる。
1908年（明治41年）、小堀銈作名義で伊井蓉峰門下である新宿の新富座の『己が罪』で初舞台。1910年（明治43年）11月、井上正夫、桝本清らの新派俳優として本郷座の舞台に立ち、後に幹部となる。ただし、ほとんどの資料では同年、井上正夫が有楽座と契約して新時代劇協会を結成し、小堀も参加したとしている。1916年（大正5年）、深川座で一座を結成し、新派の一方の旗頭として浅草の御国座を本拠とする。この間、小堀誠と改名して吉澤商店や福宝堂、小松商会や天然色活動写真の新派劇映画に出演していたが、小松商会の連鎖的拡充に伴い同社と契約し、一座を率いて多数の連鎖劇に出演する。しかし、1917年（大正6年）7月、警視庁令により防災上の理由から連鎖劇は興行停止となる。
その後は舞台に専念し、1920年（大正9年）に河合武雄一座に加入。1921年（大正10年）、花柳章太郎らと新派俳優による新劇研究劇団新劇座を結成し、脇役として出演。1923年（大正12年）には人間座に移り、1924年（大正13年）6月の小山内薫らの築地小劇場第一回公演に賛助出演。新劇では『白鳥の歌』のワシリー役が好評となり、滅多に褒めないと劇作家として知られていた正宗白鳥に褒められる。その後も新派の脇役として活躍し、戦時中から映画にも積極的に出演した。

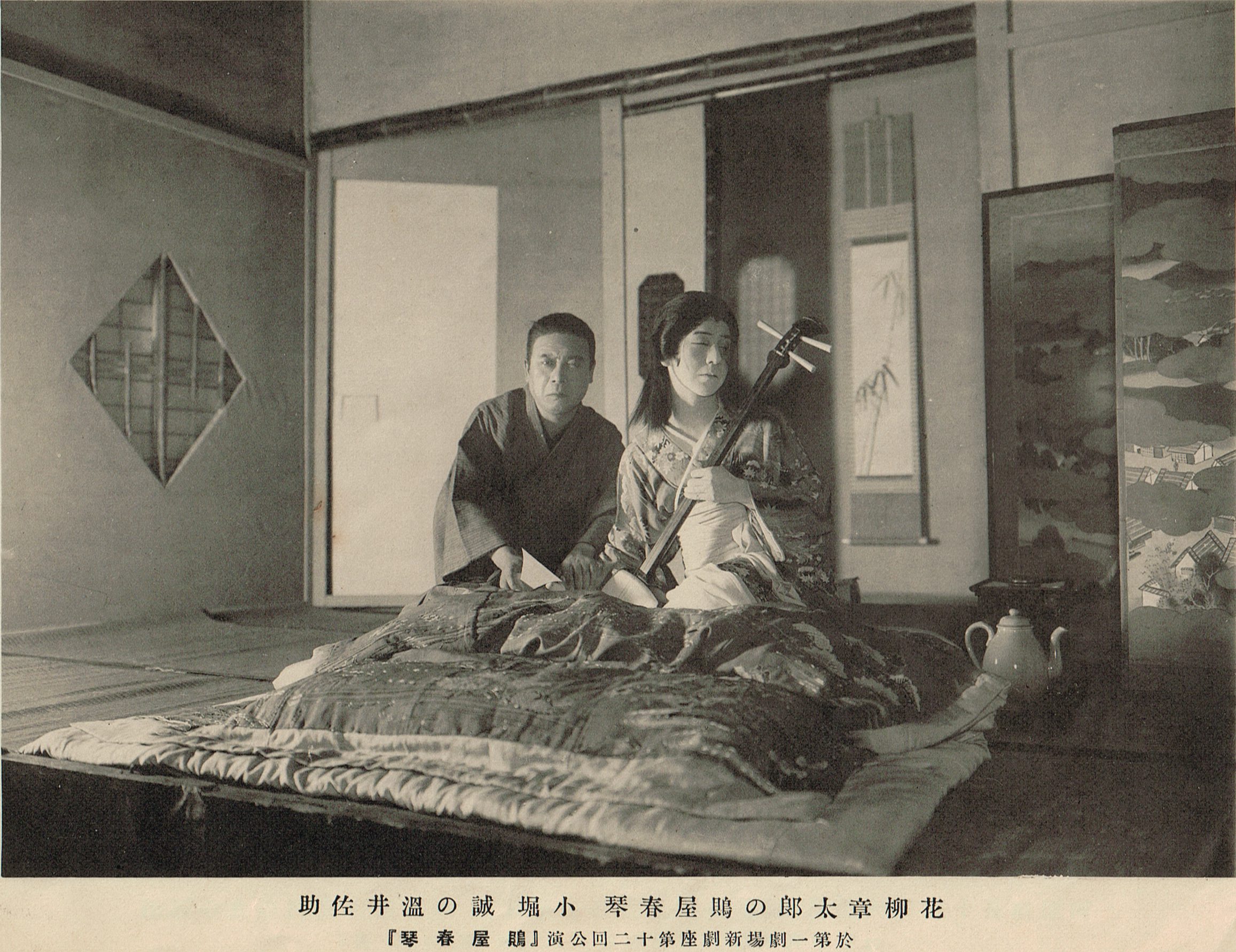
谷崎潤一郎原作、久保田万太郎脚本の芝居『鵙屋春琴』舞台写真。花柳章太郎の鵙屋春琴、小堀誠の温井佐助。1935年（昭和10年）

しかし、1956年（昭和31年）10月、東宝が製作した杉江敏男監督の短篇映画『浮気旅行』を最後に糖尿病を患ったために俳優を引退し、1957年（昭和32年）3月5日に死去した。満71歳没。

## 出演作品
- 搭上の秘密（1915年、天活）
- 寒紅梅（1916年、天活）
- 江戸の花（1916年、天活東京）
- 男一匹（1916年、天活東京）
- 女一代（1916年、天活東京）
- 霊火（1916年、小林商会）
- 潮（1916年、天活）
- 血ぞめの鑿（1916年、小林商会）
- 霜の夜（1916年、小林商会）
- 心の花（1917年、小林商会）
- 緑の糸（1917年、小林商会）
- 毒草（1917年、小林商会）
- 白髪夜叉（1917年、小林商会）
- 夜半の嵐（1917年、小林商会）
- 誓（1917年、小林商会）
- 上野夜話（1917年、小林商会）
- 一村雨（1917年、小林商会）
- 黄金窟（1917年、小林商会）
- 忘れがたみ（1917年、小林商会）
- 歓呼の町（1944年、松竹大船） - 風呂屋
- 還って来た男（1944年、松竹大船） - 矢野鶴三
- こころ月の如く（1947年、東横）
- 素浪人罷通る（1947年、大映京都） - 大岡越前守
- ぼんぼん（1947年、新東宝）
- 博多どんたく（1947年、大映京都） - 雨森源右衛門
- 木曾の天狗（1948年、大映京都） - 相模屋権次
- お銀清次郎 色ざんげ（1948年、松竹京都）
- 富士山頂（1948年、新東宝）
- 小判鮫 第一部 怒濤篇（1948年、新演伎座）
- 小判鮫 第二部 愛憎篇（1949年、新演伎座）
- わが恋は燃えぬ（1949年、松竹京都） - 自由亭の親爺
- 佐平次捕物帳 紫頭巾 前篇・後篇（1949年、C.A.C.） - 大久保石斎
- 恋狼火（1949年、新演伎座）
- 人生選手（1949年、新東宝） - 立花粂吉
- 私刑 リンチ（1949年、新東宝） - 菅原松五郎
- 弥次喜多猫化け道中（1949年、東横） - 嵐義平治
- 決闘の河（1950年、京阪映画）
- 左近捕物帖 鮮血の手型（1950年、松竹京都） - 細川刑部
- おぼろ駕籠（1951年、松竹京都） - 大関伊予守
- 消防決死隊（1951年、大映東京） - 父 平三
- 月が出た出た（1951年、新東宝） - 田島傳造
- 新遊侠伝（1951年、新東宝）
- 新遊侠伝 遊侠往来（1951年、新東宝）
- 天狗の安（1951年、東映京都） - 勝馬の惣兵衛
- 魔像（1952年、松竹京都） - 脇坂山城守
- 振袖狂女（1952年、大映京都）
- 生きる（1952年、東宝） - 渡辺喜一
- 姫君と浪人（1953年、新東宝）
- モンテンルパ 望郷の歌（1953年、重宗プロ）
- 坊っちゃん（1953年、東京映画） - たぬき
- 南十字星は偽らず（1953年、新東宝）
- 花の中の娘たち（1953年、東宝） - 石井左平
- 次郎長三国志 第五部 殴込み甲州路（1953年、東宝） - 猿屋の勘助
- 次郎長三国志 第六部 旅がらす次郎長一家（1953年、東宝）
- 女心はひと筋に（1953年、東宝） - 大堀老
- 花の三度笠（1954年、大映京都）
- 鯉名の銀平（1954年、創元プロ）
- 風流あじろ笠（1954年、宝塚映画） - 朝妻検校
- かくて夢あり（1954年、日活） - 金造爺さん
- 恋風街道（1954年、宝塚映画） - 高梨三郎左ヱ門
- 鉄火奉行（1954年、大映京都）
- 花の白虎隊（1954年、大映京都）
- 明日の幸福（1955年、東京映画）
- 新鞍馬天狗 夕立の武士（1955年、東宝） - 小野田石見守
- 木曾の風来坊（1955年、日活）
- 初恋三人息子（1955年、東宝） - 御隠居
- 夫婦善哉（1955年、東宝） - 伊兵衛
- あすなろ物語（1955年、東宝） - 住職
- 復讐淨瑠璃坂第一部 鬼伏峠の襲撃（1955年、東宝） - 奥平大学
- いらっしゃいませ（1955年、東宝） - 大山専務
- 復讐淨瑠璃坂第二部 暁の血戦（1955年、東宝） - 奥平大学
- 浮気旅行（1956年、東京映画）
- あばれ鳶（1956年、大映京都）
- 鼠小僧忍び込み控 子の刻参上（1957年、大映京都） - 常七